# Lepény (élelmiszer)

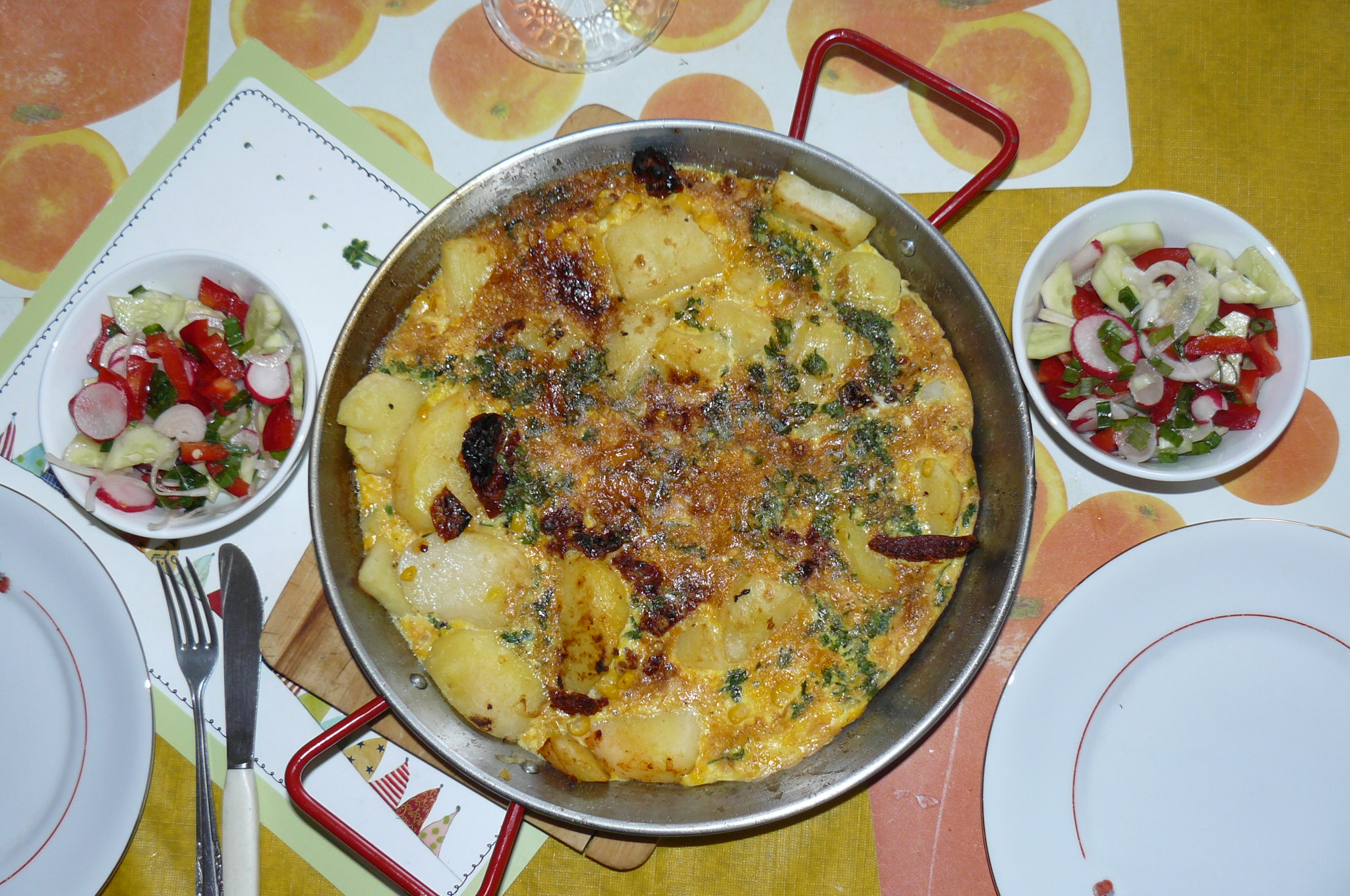
Tortilla de patatas

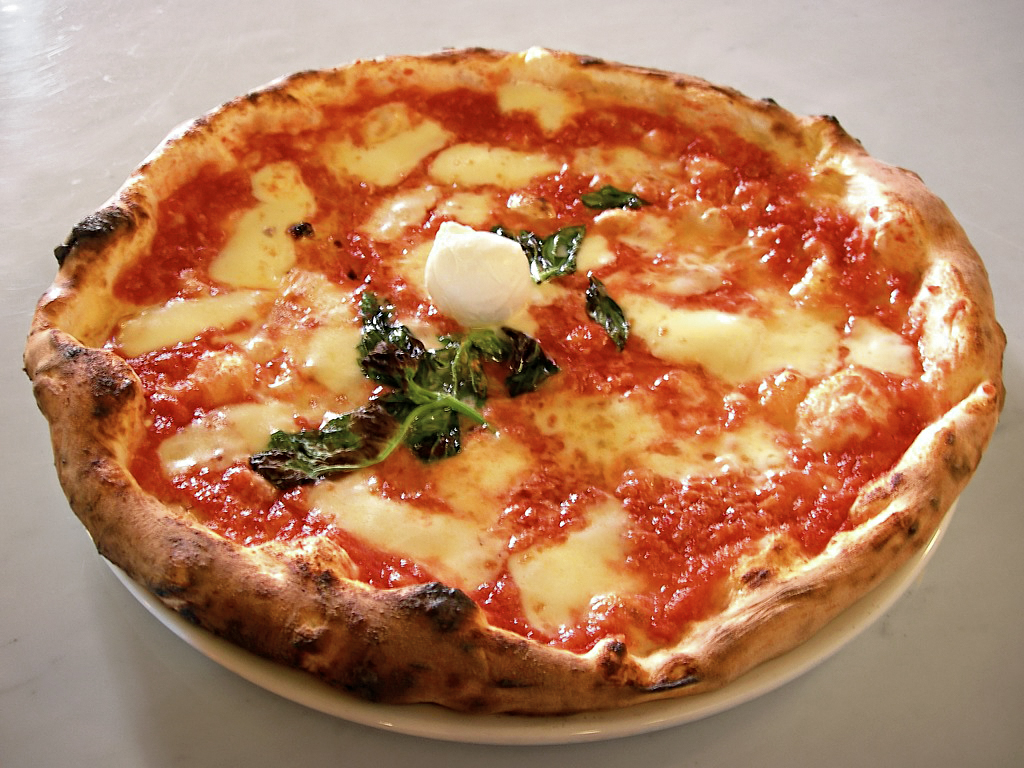
Pizza margherita

A lepény kelt tésztából készített lapos sütemény; tetején vagy benne rendszerint valamilyen ízesítő anyaggal. Magyarországon fő változatai az almás, a krémes, a lekváros, a mákos, a szilvás és a túrós lepény.

## Édes lepénykülönlegességek
- Édes tejfölös lepény.[3]
- Édes kelt lepény.[4]
- Édes kukoricalepény.[5]
- A baba lengyel eredetű, erősen fűszerezett lepény. Mazsolával, malaga szőlővel, citromhéjjal és tejföllel készítették. A 19/20. századforduló idején kiadott szakácskönyvekben gyakori.[6]
- Az agglegény divatja múlt, zsírban sült lepény- vagy pogácsaszerű tészta, amelyet tejjel leöntve ettek.[7]

## Sós lepényfajták korunkban
- A mexikói–spanyol konyha divatjával a lepény sós–húsos változatai terjedtek el, és ezeket spanyol neveiken (taco, burrito, enchillada, tortilla de patatas stb.) forgalmazzák.[8] A magyar köznyelvbe főként a tortilla szó került át, de (még) nem magyarosodott; továbbra is spanyolosan mondjuk.
- Reszelt krumplival készülő, jellegzetesen fokhagymával és/vagy tejföllel ízesített, illetve húsételekhez köretnek készített változata a tócsni.[9]
- Spenótos–tejszínes változata a koronázási quiche.[10]
- Az olasz konyha divatjával rengeteg változatban terjedt el a pizza.[11] Nevének lángostészta, lepénytorta magyarítási kísérletei eredménytelennek bizonyultak.[12]
- Ritka különlegességek a cukkinis–kapros lepény[13] változatai.
- A lepénykenyér a kenyér régi formája, az erjesztetlen, lapos lepény.[14]
  - Az olasz konyhában készülő változata a focaccia.[15]
- A székely lepény szalonnával, hagymával és tejföllel készül.[16]